# Samenlevingscontract
Een samenlevingscontract is een privaatrechtelijke overeenkomst die wordt gesloten tussen twee of meer personen om hun onderlinge vermogensrechtelijke en persoonlijke verhoudingen te regelen als ze een affectieve relatie hebben, in een huis wonen en daar een gemeenschappelijke huishouding voeren zonder te zijn getrouwd. Dit wordt in het algemeen taalgebruik samenwonen genoemd. Daarnaast kunnen ook andere zaken in een samenlevingscontract geregeld worden, zoals afspraken over eventuele kinderen en wie recht heeft op de gemeenschappelijke goederen bij overlijden.
Vanaf de jaren tachtig werd het contract populair onder twee verschillende groepen:
- personen die wel hun relatie willen regelen, maar niet wilden trouwen,
- personen die wel hun relatie willen regelen, maar (nog) niet mochten trouwen.

Door de invoering in Nederland van eerst het geregistreerd partnerschap en later de openstelling van het huwelijk voor paren van hetzelfde geslacht, het zogenaamde homohuwelijk, is in Nederland de noodzaak van een samenlevingscontract voor die tweede groep nu minder groot als het paar de wens heeft een huwelijk te sluiten.
In Nederland werd op 23 september 2005 in Roosendaal voor het eerst een samenlevingscontract tussen meer dan twee personen aangegaan.

## Nederland
In Nederland bestaan wettelijke regels voor paren die zijn getrouwd of een geregistreerd  partnerschap zijn aangegaan maar er zijn geen algemene regels voor samenwoners. Dat leidt meestal niet tot problemen zolang men in harmonie samenleeft, maar vaak wel als men uit elkaar gaat. Wil een paar voor die situatie een duidelijk juridisch kader hebben om min of meer objectief te kunnen toetsen wat er moet gebeuren, moeten vooraf onderlinge afspraken worden gemaakt. De wet heeft geen speciale regels voor vorm en inhoud van een samenlevingscontract, de algemene regels voor het sluiten van een overeenkomst gelden. In principe kan een samenlevingscontract daarom ook een mondelinge overeenkomst zijn, maar het schriftelijk vastleggen verdient de voorkeur omdat een van de belangrijkste functies van het contract is om een regeling te hebben bij uiteengaan. Daarbij kunnen de verhoudingen verslechterd zijn en kan een partner ontkennen dat bepaalde afspraken zijn gemaakt. In een rechtszaak moet de ander dan bewijzen dat de betreffende afspraak tussen het paar gold, wat tot bewijsproblemen kan voeren omdat bewijsstukken als bankafschriften of kassabonnen niet meer aanwezig zijn. Vaak wordt gekozen voor het inschakelen van een notaris. Met het oog op een pensioenuitkering is dit verplicht.
Na de beëindiging van het samenlevingscontract hebben de partners geen onderhoudsplicht jegens elkaar en bestaan er geen vergoedingsrechten, tenzij deze in het contract geregeld zijn. Voor eventuele kinderen kan er wel een onderhoudsplicht bestaan als gevolg van de wettelijke onderhoudsplicht jegens kinderen.
In een samenlevingscontract kan worden geregeld dat gemeenschappelijke bezittingen bij overlijden van een partner naar de ander gaan (verblijvingsbeding). Daarvoor is dus niet per se een testament nodig. Als er sprake is van nagenoeg gelijke sterftekansen (qua leeftijd en gezondheid), beschouwt de fiscus een dergelijke overeenkomst als een soort ‘kanscontract’; over de verkrijging op grond van een verblijvingsbeding wordt dan géén schenkbelasting geheven. Op grond van artikel 11 lid 2 Successiewet 1956 (SW) kan bij overlijden wel erfbelasting worden geheven. Hiervoor is op grond van artikel 11 lid 5 SW dan wel vereist dat de verkrijger de partner is van erflater. Indien de verkrijger/samenwoner op grond van artikel 1a SW (nog) niet kwalificeert als formeel partner is dus ook geen erfbelasting verschuldigd hierover. Dit is vooral van belang als de hoge vrijstelling voor partners (zie onder) niet van toepassing is. Soms is dus verkrijging via een verblijvingsbeding in een samenlevingscontract aantrekkelijker dan via een erfstelling in een testament.
Met een samenlevingscontract kan het nalaten van niet-gemeenschappelijke bezittingen worden geregeld met een overnamebeding (recht van overneming; zie voetnoot 1 artikel 11 lid 2).
Enkele wetten refereren aan het begrip samenlevingscontract. Een gezamenlijke huishouding voor de AOW wordt bijvoorbeeld in ieder geval aanwezig geacht indien de betrokkenen hun hoofdverblijf hebben in dezelfde woning en zij zich wederzijds verplicht hebben tot een bijdrage aan de huishouding krachtens een geldend samenlevingscontract. Zie ook hieronder.

### Notarieel samenlevingscontract
Een notarieel samenlevingscontract is een samenlevingscontract dat is vastgelegd in een notariële akte. De wet verbindt daar extra gevolgen aan, in vergelijking met een onderhands samenlevingscontract:
- De Algemene wet inzake rijksbelastingen bepaalt dat onder meer als partner wordt aangemerkt de ongehuwde meerderjarige persoon waarmee de ongehuwde meerderjarige belastingplichtige een notarieel samenlevingscontract is aangegaan en met wie hij staat ingeschreven op hetzelfde woonadres. Een persoon kan op enig moment slechts één partner hebben. Bij meer dan één notarieel samenlevingscontract wordt alleen het oudste samenlevingscontract in aanmerking genomen. Een notarieel samenlevingscontract met meer dan één persoon wordt niet in aanmerking genomen. Deze regeling werkt door naar het fiscaal partnerschap in de inkomstenbelasting.
- De Successiewet 1956 bepaalt dat voor de toepassing van deze wet, in afwijking van het bovengenoemde, twee ongehuwde personen (die ook geen geregistreerde partners zijn) slechts als partner worden aangemerkt indien zij gedurende een bepaalde periode (voor de erfbelasting zes maanden, voor de schenkbelasting twee jaar) onder meer op hetzelfde woonadres staan ingeschreven en ingevolge een notarieel samenlevingscontract een wederzijdse zorgverplichting hebben[2], of al vijf jaar staan ingeschreven op hetzelfde woonadres. Met zo'n samenlevingscontract geldt de hoge vrijstelling voor de erfbelasting bij overlijden dus al na zes maanden samenwonen in plaats van na vijf jaar.
- Met een notarieel samenlevingscontract is in het geval van overlijden de langstlevende partner beter beschermd tegen eventuele aanspraken van de kinderen.

Bovendien eisen instanties als pensioenfondsen vaak een notariële akte voordat zij bereid zijn aan de samenlevende partners dezelfde rechten toe te kennen die voor gehuwden gelden.
Daarnaast heeft het notariële samenlevingscontract uiteraard ook de normale (bewijsrechtelijke) voordelen die elke notariële akte heeft.

### Behoud geldigheid
Als er een samenlevingscontract is opgesteld gelden de regels uit deze overeenkomst, mits het paar de regels uit de overeenkomst ook daadwerkelijk in de praktijk heeft nageleefd. Het komt regelmatig voor dat een samenlevingsovereenkomst meer voor de vorm wordt afgesloten, bijvoorbeeld omdat men alleen dan een hypotheek krijgt, en de regels die er in staan uit een standaardmodel komen en in de praktijk door de partners niet worden aangehouden. Is dat het geval, gelden niet de afspraken uit de overeenkomst maar zoals die uit de dagelijkse gang van zaken zijn af te leiden aan de hand van concrete voorbeelden die met bewijsstukken kunnen worden onderbouwd. De hoogste Nederlandse rechter bepaalde in 2019 dat als er door samenwoners niets is vastgelegd, of dat wat is vastgelegd in de praktijk niet werd nageleefd, een van de partners bij scheiding geen aanspraak kan maken op een regeling vergelijkbaar met die uit het huwelijksvermogensrecht. In deze zaak ging het om de vraag of een partner recht had op vergoeding van een bedrag dat uit het eigen vermogen was ingebracht. De Hoge Raad besloot op grond van de aangevoerde en bewezen feiten en omstandigheden dat daar geen recht op bestond. Als men onderling tot scheidingsafspraken komt, bijvoorbeeld door mediation, kan men in beginsel onderling afspreken wat men wil. Zijn die afspraken echter onder druk tot stand gekomen, kan men ook daar eventueel onderuit.